# Thaon
Thaon település Franciaországban, Calvados megyében. Lakosainak száma 1851 fő (2022. január 1.). Thaon Anisy, Basly, Cairon, Fontaine-Henry, Le Fresne-Camilly, Colomby-Anguerny és Rots községekkel határos.

## Népesség
A település népessége az elmúlt években az alábbi módon változott:
| Lakosok száma | 573  | 1146 | 1153 | 1455 | 1435 | 1434 | 1571 | 1726 | 1795 | 1851 |
|               | 1968 | 1982 | 1990 | 2006 | 2013 | 2015 | 2017 | 2019 | 2020 | 2022 |